# Mommie Dearest (film)
Mommie Dearest är en spelfilm från 1981. Filmen är baserad på Christina Crawfords självbiografi med samma titel och handlar om hennes traumatiska uppväxt som adoptivdotter till filmstjärnan Joan Crawford.

## Rollista
- Faye Dunaway som Joan Crawford
- Mara Hobel som Christina Crawford (barn)
- Diana Scarwid som Christina Crawford (vuxen)
- Steve Forrest som Greg Savitt
- Howard Da Silva som Louis B. Mayer
- Rutanya Alda som Carol Ann
- Harry Goz som Alfred Steele
- Michael Edwards som Ted Gelber
- Jocelyn Brando som Barbara
- Priscilla Pointer som Mrs. Chadwick

## Mottagande
Filmen fick ett kritiskt mottagande. Filmen fick fem Razzie Awards av nio nomineringar, bland annat för sämsta film och sämsta kvinnliga huvudroll (Faye Dunaway, delat med Bo Derek för Tarzan, apmannen). 1990 vann den ytterligare en Razzie som "årtiondets sämsta film". När Paramount Pictures strax efter premiären insåg att publiken skrattade åt filmen ändrade de sin marknadsföring och trots negativ kritik nådde den en viss popularitet och har kommit att bli betraktad som en kultklassiker. Filmen har blivit särskilt populär bland hbtq-personer och ofta parodierats av drag queens.
Christina Crawford kritiserade filmen och har sagt att filmens skildring inte stämmer överens med verkligheten. Rutanya Alda, som spelar Joan Crawfords hushållerska i filmen, skrev senare en bok om sina upplevelser under filminspelningen, där hon bland annat skriver att Faye Dunaway var besvärlig att jobba med.